# Dokumentenlieferdienst
Ein Dokumentenlieferdienst ist ein Dienstleister, der Kopien von Fachartikeln aus Fachzeitschriften, Beiträge aus Sammelwerken (Konferenzbände usw.) oder Teile anderer Publikationen als Fotokopie oder in elektronischer Form (dann meist eingescannt als PDF) gegen Entgelt per Post oder E-Mail liefert.
Es handelt sich somit um eine Weiterentwicklung der Fernleihe. Die bekanntesten deutschen Dokumentenlieferdienste sind subito (ein Verein aus Bibliotheken) und GetInfo. Mitte der 2000er-Jahre wurde diskutiert, ob das deutsche Urheberrecht einen solchen Dienst der elektronischen Lieferung gestattet. Subito wurde aus diesem Grund vom Börsenverein des Deutschen Buchhandels verklagt (siehe das Urteil des Oberlandesgerichts München zum Kopienversand 2007).